# Synalpheus chacei
Synalpheus chacei is een garnalensoort uit de familie van de Alpheidae. De wetenschappelijke naam van de soort is voor het eerst geldig gepubliceerd in 1998 door Duffy.